# Gomphodontosuchus brasiliensis
Gomphodontosuchus brasiliensis és una espècie de cinodont de la família dels traversodòntids que visqué durant el Triàsic superior en allò que avui en dia és el Brasil. Es tracta de l'única espècie del gènere Gomphodontosuchus. Era un traversodòntid de mida petita i tenia el rostre curt i alt. Presentava cinc o sis dents postcanines al maxil·lar superior i el mateix nombre al maxil·lar inferior. És conegut a partir d'un únic fòssil, que es creu que pertanyia a un individu jove.